# Johann Christian Harless

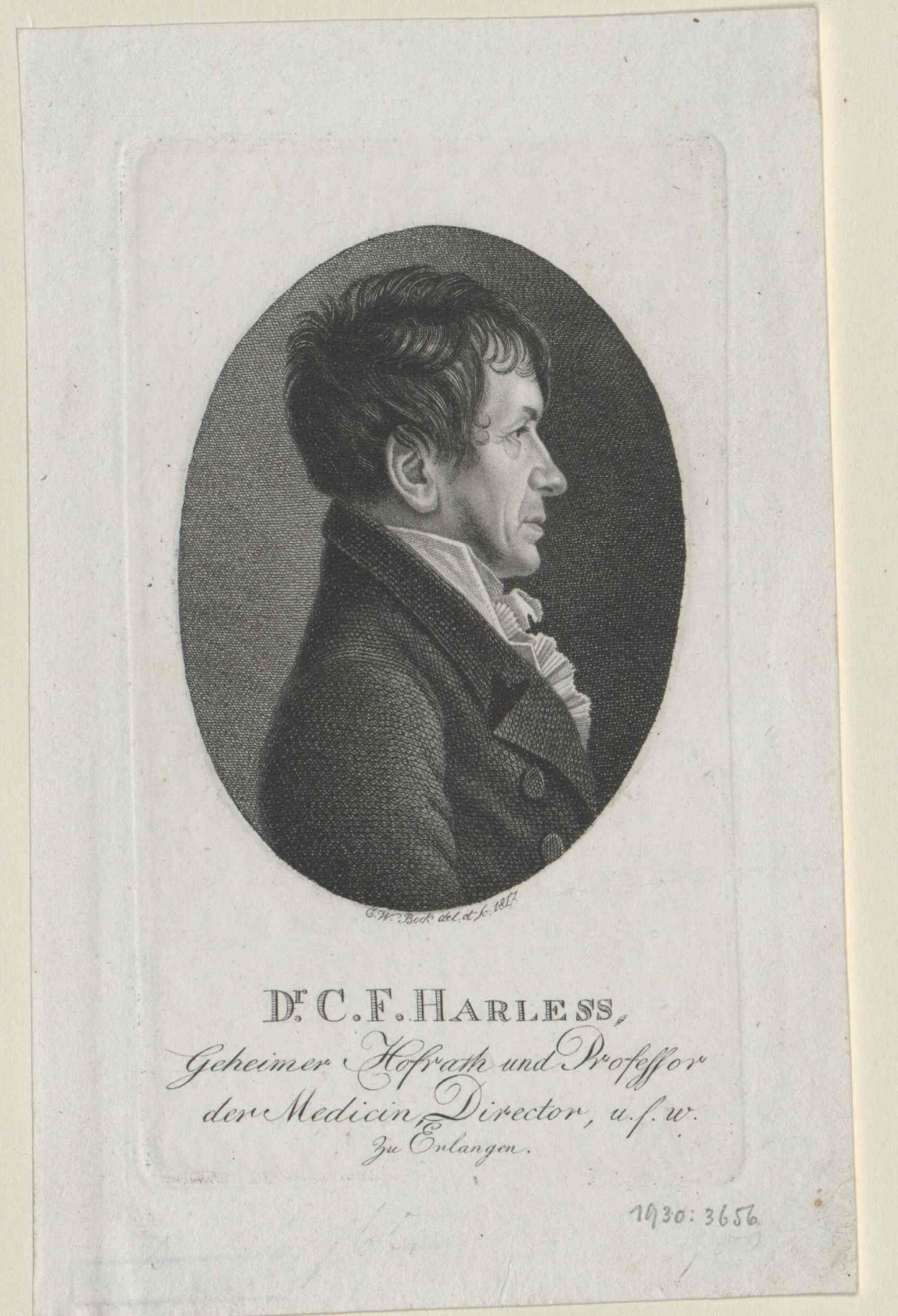
Christian Friedrich Harleß (Kopparstick av G. W. Bock, 1817)

Johann Christian Friedrich Harleß, född den 11 juli 1773 i Erlangen, död den 11 mars 1853 i Bonn, var en tysk läkare, son till Gottlieb Christoph Harleß, farbror till Adolf och Emil Harleß. 
Harleß blev 1794 medicine doktor och 1796 extra ordinarie, 1805 ordinarie professor och meddirektör för medicinska kliniken i Erlangen och 1818 professor i patologi och terapi i Bonn. Vid sidan av sin praktiska läkarverksamhet bedrev han ett omfattande författarskap främst inom medicinens historia, men även inom den praktiska medicinens fält. Han var betydelsefull som medredaktör i flera medicinska tidskrifter, men förmådde inte följa med den nya tidens väldiga utveckling inom medicinen.